# Tiểu động mạch đi
Tiểu động mạch đi (effenent arterioles) là các mạch máu thuộc hệ tiết niệu của sinh vật.  Efferent (trong tiếng Latin ex + ferre) có nghĩa là "đi", trong trường hợp này là đưa máu ra khỏi cầu thận. Tiểu động mạch đi được hình thành từ búi mạch cầu thận và có chức năng đưa máu đã được lọc ra khỏi cầu thận. Chúng đóng vai trò quan trọng trong duy trì lưu lượng lọc cầu thận dù huyết áp thay đổi.
Ở lớp thú, tiểu động mạch đi theo hai đường khác nhau phụ thuộc vào vị trí của cầu thận.
Khoảng 15% cầu thận nằm giữa ranh giới của vỏ thận  và tủy thận và còn được gọi là nephron cận tủy. Còn lại là các cầu thận nằm ở vỏ.

## Điều hòa lưu lượng lọc cầu thận
Khi nồng độ angiotensin II tăng do hoạt hóa hệ renin–angiotensin–aldosterone, phần lớn động mạch của cơ thể sẽ co lại để đảm bảo duy trì huyết áp ổn định. Tuy nhiên, điều này sẽ làm giảm dòng máu đến thận. Bù lại, tiểu động mạch đi sẽ co mạnh hơn các động mạch khác đáp ứng với sự tăng cao của angiotensin II.  Nhờ đó mà duy trì được áp lực mao mạch cầu thận và lưu lượng lọc cầu thận ổn định. Tuy nhiên, tình trạng tăng angiotensin II rất cao trong thời gian dài, áp lực keo trong mao mạch sẽ tăng, chống lại sự tăng áp lực thủy tĩnh nhờ sự co tiểu động mạch đi. Tình trạng này sẽ làm giảm lưu lượng lọc cầu thận, phụ thuộc vào mức độ tăng áp lực keo trong mao mạch, làm giảm khả năng lọc.